# Jeci
Jecimauro José Borges (ur. 22 kwietnia 1980) – brazylijski piłkarz występujący na pozycji obrońcy.

## Kariera klubowa
Od 1999 roku występował w klubach Taubaté, Mauaense, Guaratinguetá, Criciúma, Portuguesa, Ituano, São Bento Sorocaba, Remo, Guaratinguetá, Coritiba, SE Palmeiras, Kawasaki Frontale i Avaí FC.